# Route nationale 786c
La route nationale 786C ou RN 786C était une route nationale française reliant Paimpol à la pointe de l'Arcouest. À la suite de la réforme de 1972, elle a été déclassée en RD 789.

## Ancien tracé de Paimpol à la pointe de l'Arcouest (D 789)
- Paimpol
- Ploubazlanec
- Pointe de l'Arcouest